# Systematic Chaos
Systematic Chaos is het negende studioalbum van de New Yorkse progressieve metalband Dream Theater.

## Geschiedenis
Systematic Chaos is geschreven en opgenomen vanaf september 2006 tot januari 2007 in Avatar Studios in New York. Het is geproduceerd door drummer Mike Portnoy en gitarist John Petrucci en de engineer was Paul Northfield. De definitieve mix werd op Valentijnsdag 2007 opgeleverd en de cd-master was klaar op 21 februari. Het album werd uitgebracht op 5 juni.
Naast de normale uitvoering is er ook een Special Edition met een dvd waarop een surround 5.1 mix staat alsmede een documentaire van 90 minuten over het maken van het album met als titel Chaos in Progress - The Making of Systematic Chaos. Het album is ook uitgegeven als dubbel lp.
In de Verenigde Staten, het thuisland van de band, is het album hun hoogstgenoteerde album tot 2007.

## Nummers
1. "In the Presence of Enemies Pt. 1" - 9:00 (Muziek: Dream Theater, tekst: Petrucci)
  - I. Prelude
  - II. Resurrection
2. "Forsaken" - 5:36 (Muziek: Dream Theater, tekst: Petrucci)
3. "Constant Motion" - 6:55 (Muziek: Dream Theater, tekst: Portnoy)
4. "The Dark Eternal Night" - 8:51 (Muziek: Dream Theater, tekst: Petrucci)
5. "Repentance" - 10:43 (Muziek: Dream Theater, tekst: Portnoy)
  - VIII. Regret
  - IX. Restitution
6. "Prophets of War" - 6:01 (Muziek: Dream Theater, tekst: LaBrie)
7. "The Ministry of Lost Souls" - 14:57 (Muziek: Dream Theater, tekst: Petrucci)
8. "In the Presence of Enemies Pt. 2" - 16:38 (Muziek: Dream Theater, tekst: Petrucci)
  - III. Heretic
  - IV. The Slaughter of the Damned
  - V. The Reckoning
  - VI. Salvation

## Nummers (achtergrond)
In een interview met Tama.com, beschreef Mike Portnoy het album als "Heavy and technical, powerful and dynamic - all of the elements that people kind of expect out of a Dream Theater Album. All of the styles and sounds are intact, but we wanted to make it a real sonic explosion. It's very dramatic and aggressive."
Vijftig fans kregen de mogelijkheid op mee te doen op het album na een oproep op het forum van Portnoy. Zij verzorgen achtergrondzang op "Prophets of War" en "In the Presence of Enemies Pt. 2".
Het nummer "Repentance"', nummer vijf van het album, is het vierde nummer in de Alcoholics Anonymous Suite, een suite van Mike Portnoy over zijn alcoholisme. Het nummer beschrijft stappen acht en negen uit het 12-stappen programma van de Anonieme Alcoholisten.
Het nummer "Constant Motion" is de eerste single van het album, uitgebracht op 27 april. De bijbehorende video werd uitgebracht op 13 juli. Voordat bekend werd dat dit nummer de single zou worden, werd aangenomen dat het een instrumentaal nummer zou zijn. dit album is het derde album van Dream Theater zonder instrumentaal nummer (net als Images And Words en Octavarium).
Volgens Mike Portnoy is het nummer "In the Presence of Enemies" alleen maar in tweeën geknipt voor de volgorde van de nummers op het album. Het wordt nog steeds beschouwd als één compositie en is daarmee het op een na langste nummer van de band, na "Six Degrees Of Inner Turbulence". De band zal het nummer bij optredens wel als één nummer spelen.
Zoals gebruikelijk bij Dream Theater, werd voor elk nummer een werktitel bedacht. Op de documentaire bij de Special Edition zijn de volgende werktitels te zien:
- "The Pumpkin King" (In The Presence Of Enemies)
- "Korma Chameleon" (Constant Motion)
- "Carpet Babies" (Prophets Of War)
- "Schindlers Lisp" (The Ministry Of Lost Souls)
- "N.A.D.S" (The Dark Eternal Night)
- "Jetlag" (Forsaken)
- "Fisheye" (Repentance)

### Bandleden
- James LaBrie – Zang
- John Myung – basgitaar
- John Petrucci – gitaar
- Mike Portnoy – drums
- Jordan Rudess – Keyboards